# Maregiglio
Maregiglio è una compagnia di navigazione che si occupa dei collegamenti da Porto Santo Stefano con le isole del Giglio e di Giannutri. Opera con una flotta di due traghetti e due motonavi veloci per il trasporto passeggeri. È nata nel 1969 all'Isola del Giglio.

## Flotta
| Nome             | tipo                | Stazza | Velocità in nodi | Capacità passeggeri | Capacità veicoli | immagine |
| ---------------- | ------------------- | ------ | ---------------- | ------------------- | ---------------- | -------- |
| Isola del Giglio | Traghetto ro-pax    | 749    | 12               | 595                 | 40               |          |
| Dianium          | Traghetto ro-pax    | 199    | 14               | 345                 | 12               |          |
| Costa d'Argento  | Motonave passeggeri | 84,4   | 21               | 390                 | /                |          |
| Revenge          | Motonave passeggeri | 93,6   | 20               | 399                 | /                |          |

## Flotta del passato
| Tipo                | Unità                   | Anno costruzione | Anni di servizio per Maregiglio | Stato attuale                                                                 | Immagine |
| ------------------- | ----------------------- | ---------------- | ------------------------------- | ----------------------------------------------------------------------------- | -------- |
| Traghetto           | Giglio Espresso         | 1953             | 1969-1987                       | Affondato a Procida e successivamente recuperato e demolito a Napoli nel 1999 |          |
| Aliscafo            | Freccia del Giglio      | 1971             | 1971-1988                       | Demolito a Napoli nel 2008                                                    |          |
| Traghetto           | Giglio Espresso Secondo | 1958             | 1989-2001                       | Demolito nel 2007 ad Aliağa                                                   |          |
| Traghetto           | Oceania                 | 1969             | 1998-2005                       | Demolito ad Aliağa nel 2005                                                   |          |
| Traghetto           | Giuseppe Rum            | 2005             | 2005-2012                       | In noleggio a Toremar                                                         |          |
| Motonave passeggeri | Gabbiano                |                  | anni '70-anni '80               |                                                                               |          |
| Motonave passeggeri | Gabbiano II             |                  | anni '70-anni '80               |                                                                               |          |
| Motonave passeggeri | Domizia                 |                  |                                 |                                                                               |          |
| Motonave passeggeri | Azimut                  |                  |                                 |                                                                               |          |
| Motonave passeggeri | Vieste II               |                  |                                 |                                                                               |          |
| Motonave passeggeri | Mizar                   |                  |                                 |                                                                               |          |

## Rotte

### Isola del Giglio
- Porto S. Stefano ↔ Giglio (1h)45min M/n veloce

### Isola di Giannutri
- Porto S. Stefano ↔ Giannutri (1h)50min M/n veloce
- Giglio ↔ Giannutri (1h)50min M/n veloce (Rotta stagionale estiva)[3]